# Dumbarton
Dumbarton ([dʌmˈbɑːrtən]) je město ve Skotsku s přibližně dvaceti tisíci obyvateli, které se roku 1996 stalo správním centrem oblasti Západní Dunbartonshire. Nachází se 20 km severozápadně od Glasgowa v místě, kde se řeka Leven vlévá do ústí řeky Clyde. Dominantou města je Dumbarton Rock, čedičová skála z období karbonu vysoká 75 m, na jejímž vrcholu se nachází hrad, památkově chráněný státem. Ve znaku města je vyobrazen slon s věží na hřbetě, protože skála svým tvarem údajně připomíná sloní hřbet.
Lokalita byla osídlena již v době železné. Název města je odvozen z gaelského výrazu Dùn Breatainn (pevnost Britů): od pátého století se zde nacházelo centrum království Alclud. Roku 1222 povýšil Alexandr II. Skotský Dumbarton na královské město. Za druhé světové války bylo město bombardováno německým letectvem. Dumbarton byl dříve známý díky výrobě lodí, whisky (Ballantine's) a skla, ve 21. století je největším průmyslovým podnikem energetická firma Aggreko, mnoho místních dojíždí za prací do Glasgowa nebo na nedalekou námořní základnu HMNB Clyde. Pamětihodnostmi města jsou starý most přes řeku Leven z roku 1765, presbyteriánský chrám Riverside Parish Church, panské sídlo Overtoun House, námořní muzeum a oddechová zóna Levengrove Park.
Na městském stadiónu hraje fotbalový klub Dumbarton FC, který v letech 1891 a 1892 vyhrál první dva ročníky skotské ligy.
V Dumbartonu se narodil hudebník David Byrne.

## Seznam městských částí
- Barnhill
- Bellsmyre
- Brucehill
- Castlehill
- Dennystown
- Dumbarton East
- Oxhill
- Kirktonhill
- Silverton
- Townend
- Westcliff